# Jean Michel Dissake Dissake
Jean Michel Dissake Dissake, né le 19 juillet 1983 à Yaoundé, est un artiste peintre et sculpteur camerounais . Petit-fils d'un chef traditionnel et fils d'un architecte, c'est un artiste plasticien autodidacte, promoteur de la pictosculpture : un mariage entre la peinture et la sculpture.

## Biographie

### Enfance et débuts
Alors qu’il poursuit ses études en faculté de sciences et de gestion de l’Université de Douala, Jean Michel Dissake Dissake rencontre l’artiste peintre François Epoh qui lui fait don de deux pinceaux et des gouaches. Un acte qui marque son entrée dans la profession artistique.
Au cours de ses recherches, Jean Michel explore des disciplines telles que la géologie, l’anthropologie, la métaphysique, et la philosophie. Tirant profit de chacune d’elles, il se construit une personnalité artistique unique.
A mesure qu’il évolue dans la profession, des artistes tels Joël Mpah Dooh, Pascal Kenfack, Joseph-Francis Sumégné, lui sont d’un apport considérable.

## Œuvres
- Moudiki[4]
- Dibala
- code génétique[5]
- conclave
- Ngond'a mutodi
- resouvenance

## Expositions
- 2017 : Scrap Exchange Cameron Gallery Durham, North Carolina, USA
- 2019 : Transitions Espace Doual'art, Douala[6].
- 2019 :  Babenga (Doual’Art). Exposition/Performance  & The Rebirth of Nature. Nuit blanche (Doual’Art). Performance
- 2020 : Le MUDIKI, l’esthétique de la restoration de l’être Exposition d’œuvres d’art lors du Colloque international sur l’art. (Art et émergence en Afrique. Université Jean-Paul II. Yaoundé, Cameroun
- 2023 : Mulatako Bolo l'espace arts et culture

## Prix et récompenses
- 2009 : Prix Journée Technologique du Littoral Douala Cameroun
- 2011 : Lauréat au salon international l’art et l'artisanat du Moungo. Cameroun
- 2012 : Premier prix en peinture au Salon International de l'art et de l'artisanat du Cameroun
- 2017 : Prix spécial du jury en sculpture aux 8èmes jeux de la Francophonie Abidjan, Côte d’Ivoire
- 2019 : 2ème Prix  Afrique avenir Cérémonie de Récompense des Artistes de la zone CEEAC
- 2022 : Prix  Cameroon creativity awards catégorie sculpture